# Campeonato Mundial de Luge de 2027
El LIV Campeonato Mundial de Luge se celebrará en Igls (Austria) en el año 2027 bajo la organización de la Federación Internacional de Luge (FIL) y la Federación Austríaca de Luge.
Las competiciones se realizarán en el Canal Olímpico de Hielo de Innsbruck-Igls. Serán disputadas 9 pruebas, 4 masculinas, 4 femeninas y una mixta.